# روژه گوتیه
روژه گوتیه (فرانسوی: Roger Gautier‎؛ ۱۱ ژوئیه ۱۹۲۲ – ۲۵ مهٔ ۲۰۱۱) قایقران روئینگ اهل فرانسه بود.
وی در مسابقات کشوری و بین‌المللی در مجموع برندهٔ ۱ مدال نقره، ۱ مدال برنز شده‌است.